# Margaret Staal-Krophollerbrug
Margaret Staal-Krophollerbrug (brug 1940) is een bouwkundig kunstwerk in Amsterdam-Oost.

## Brug
De brug is ontworpen door architectenbureau Atelier PRO, dat hier een stadsvierkant in ontwikkeling mocht brengen, waarbij het water de Entrepothaven overspannen moest worden. Atelier PRO loste het op met een brede verkeersbrug, die verbinding maakt tussen de Indische buurt en Oostelijke Eilanden. Ze ligt in de C. van Eesterenlaan. De brug neemt daartoe vanuit het noorden een lange aanloop op een talud, terwijl ze aan de zuidkant direct op het landhoofd eindigt. 
Even ten westen van de brug ligt het gebouw Entrepotbrug, een gebouw dat zich als brug over hetzelfde water slingert, maar alleen toegankelijk is voor haar bewoners. Weer even ten westen daarvan liggen twee laag over het water hangende bruggen, zodat scheepvaart hier nauwelijks mogelijk is. Sinds 2018 werd een vaarverbod van kracht onder brug 1940; de vaart ten westen van de brug is onoverzichtelijk vanwege remmingswerk ten behoeve van de torenflat.
Aan de noordwestzijde van de brug staat de woontoren Watertoren Entrepot-West.

## Naam
Lizzy Venekamp diende rond 2020 een verzoek in om de brug te vernoemen naar architect Margaret Staal-Kropholler, haar oma. Op 1 november 2022 keurde de burgemeester en wethouders onder aanvoering van Femke Halsema het voorstel goed. Uitvloeisel daarvan was dat de brug op 6 april 2023 een naamplaat kreeg in bijzijn van Lizzy en haar zus Clarisse. De brug ligt in een buurt waar straten en pleinen naar architecten zijn vernoemd, al was de weg waarin de brug ligt, C. van Eesterenlaan, vernoemd naar stedenbouwkundige Cor van Eesteren, er niet toen zij leefde en werkte.

## Afbeeldingen

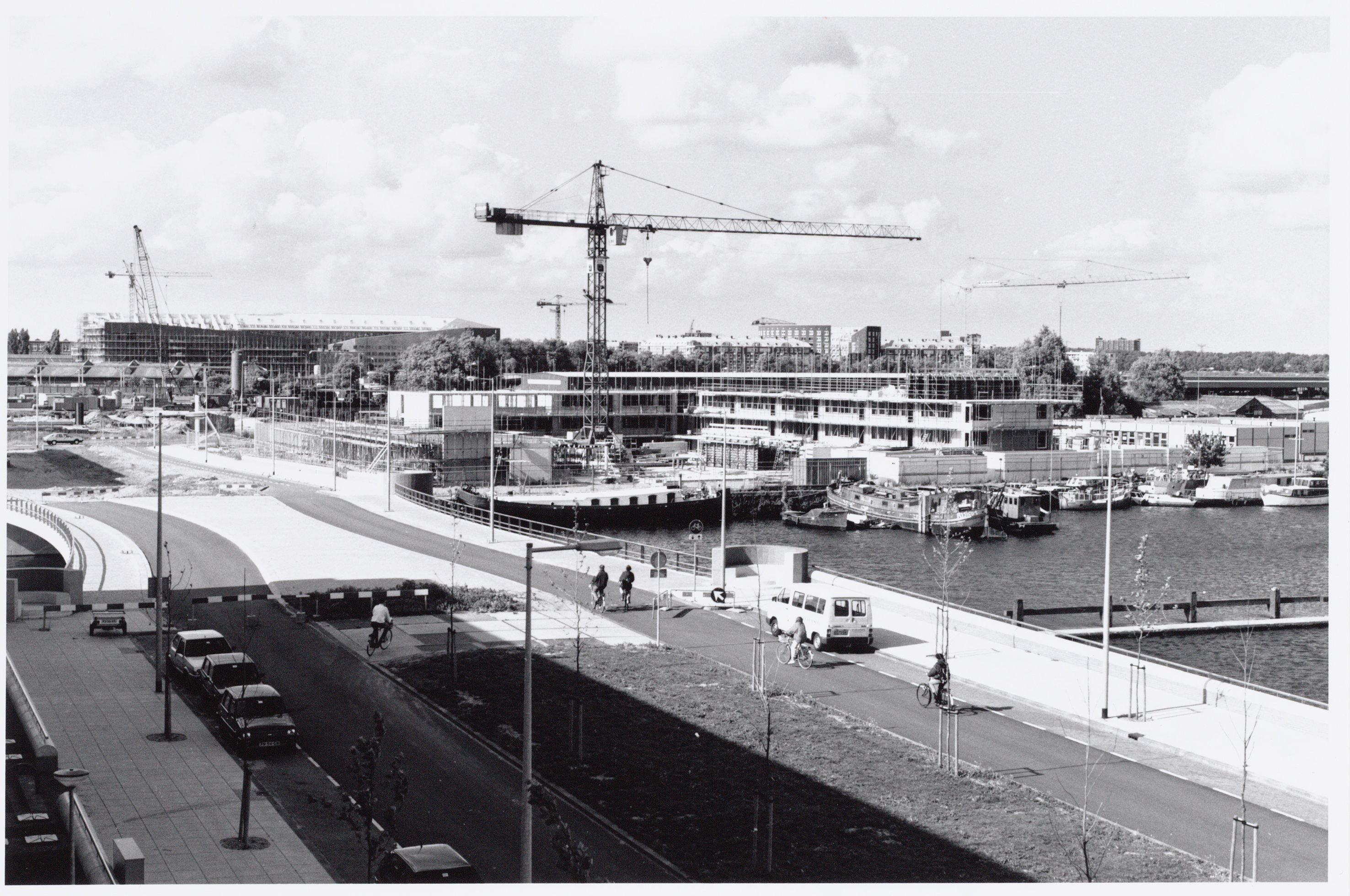
Bouw brug 1940 aan de C. van Eesterenlaan, Amsterdam, in september 1993
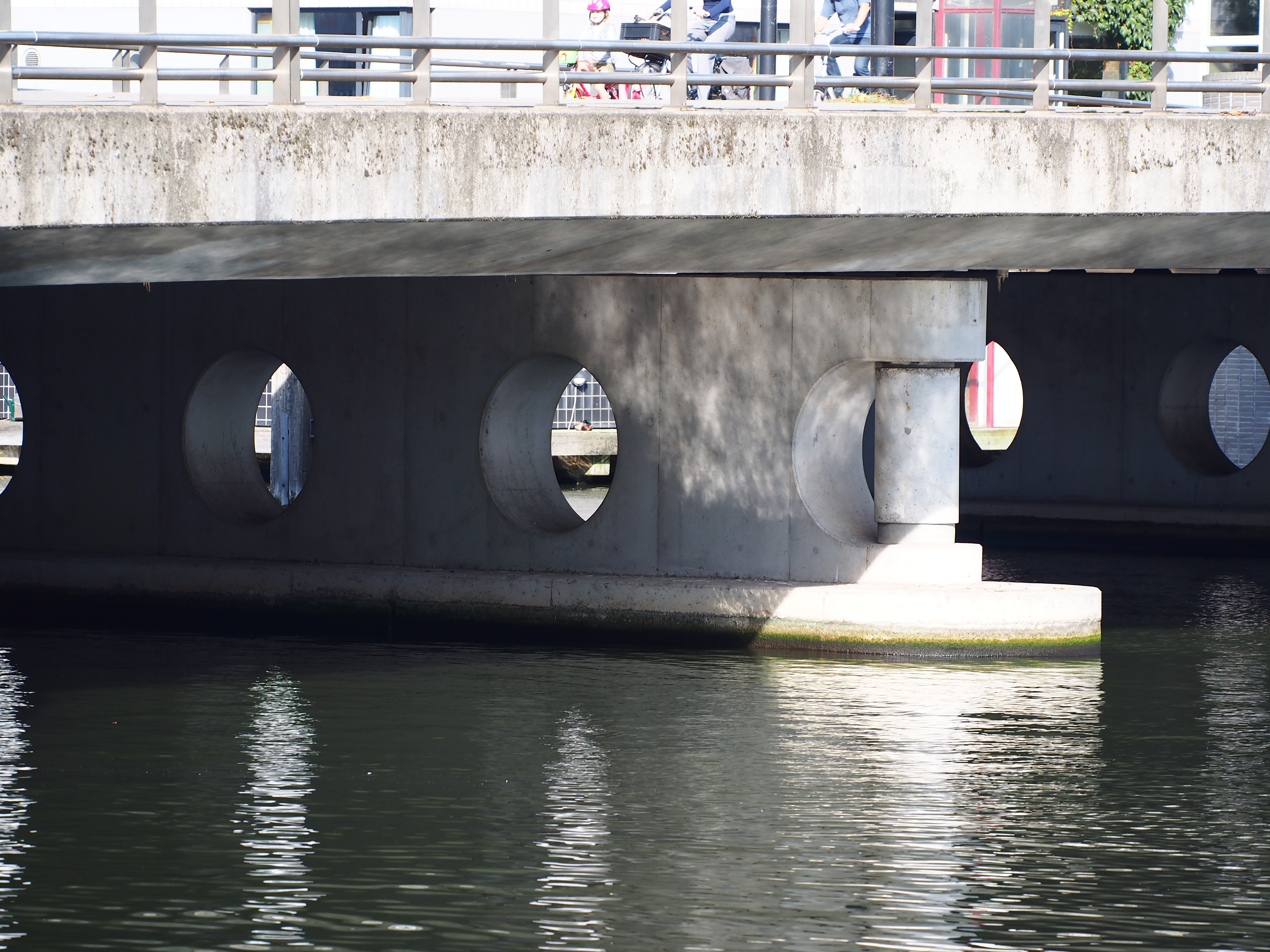
Brugpijler (2016)
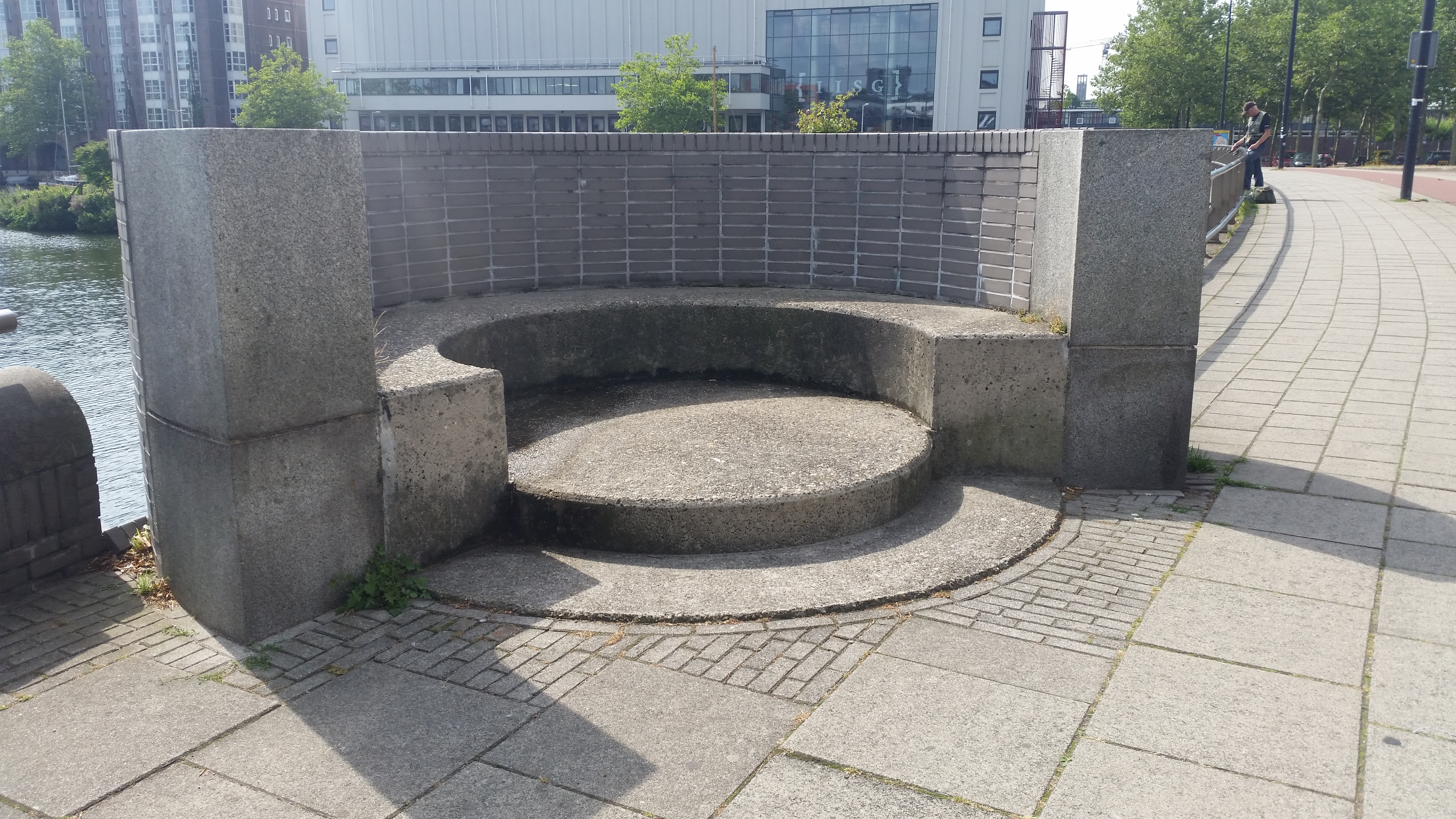
Zitje bij brug 1940 (juli 2019)
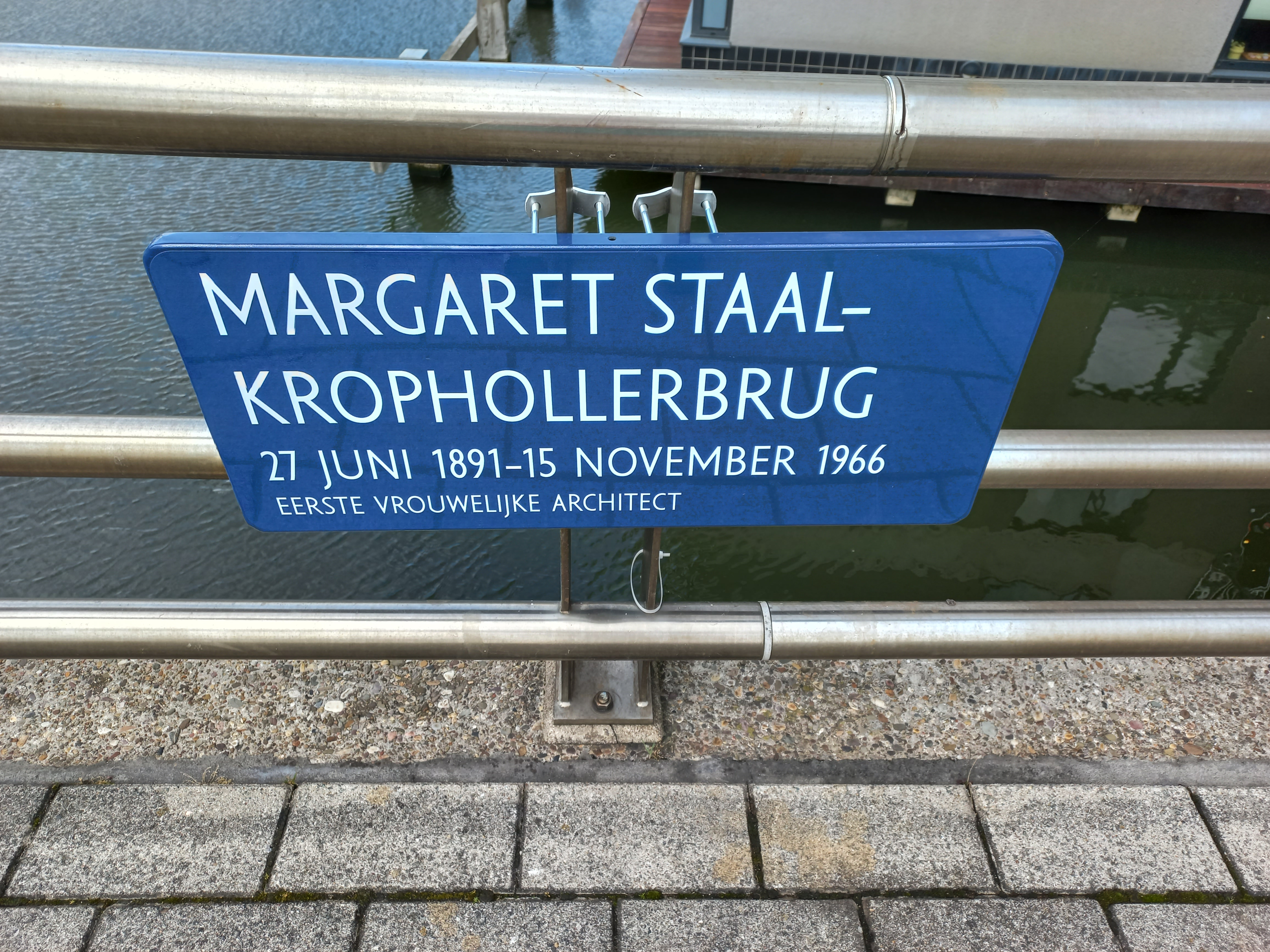
Naamplaat (augustus 2023)

<<< · 1900 · 1901 · 1902 · 1904 · 1906 · 1907 · 1908 · 1909 · 1910 · 1911 · 1913 · 1914 · 1915 · 1916 · 1917 · 1919 · 1920 · 1922 · 1923 · 1925 · 1927 · 1929 · 1930 · 1931 · 1932 · 1933 · 1935 · 1936 · 1937 · 1938 · 1939 · 1940 · 1941 · 1942 · 1944 · 1945 · 1946 · 1947 · 1948 · 1949 · 1950 · 1951 · 1952 · 1953 · 1954 · 1955 · 1956 · 1957 · 1958 · 1959 · 1960 · 1961 · 1962 · 1963 · 1964 · 1965 · 1966 · 1967 · 1968 · 1969 · 1970 · 1971 · 1972 · 1973 · 1974 · 1975 · 1976 · 1977 · 1978 · 1979 · 1980 · 1981 · 1982 · 1983 · 1984 · 1985 · 1986 · 1987 · 1988 · 1989 · 1990 · 1991 · 1992 · 1993 · 1994 · 1995 · 1996 · 1997 · 1998 · 1999 · >>>
Brugnummers 1903, 1905, 1912, 1918, 1921, 1924, 1926, 1928, 1934, 1943 zijn niet (meer) in gebruik (januari 2021)